# Чукотская резная кость
Чуко́тская резна́я кость — вид народного искусства, издавна распространённый у чукчей и эскимосов северо-восточного побережья Чукотского полуострова и островов Диомида; пластически выразительные фигурки животных, людей, скульптурные группы из моржового клыка; гравированные и рельефные изображения на моржовых клыках и бытовых предметах.

## История

### Древние века
Резьба по кости на Чукотке имеет многовековую историю. Древнеберингоморская культура отличается изображающей животных скульптурой и бытовыми предметами, выполненными из кости и украшенными рельефной резьбой и криволинейным орнаментом. В следующий, пунукский период, длившийся примерно до начала второго тысячелетия, скульптура приобретает геометризованный характер, криволинейный орнамент сменяется строгим прямолинейным.

### XIX век
В XIX веке появляется сюжетная гравировка на кости, берущая истоки в Пегтымельских петроглифах и ритуальных рисунках на дереве.

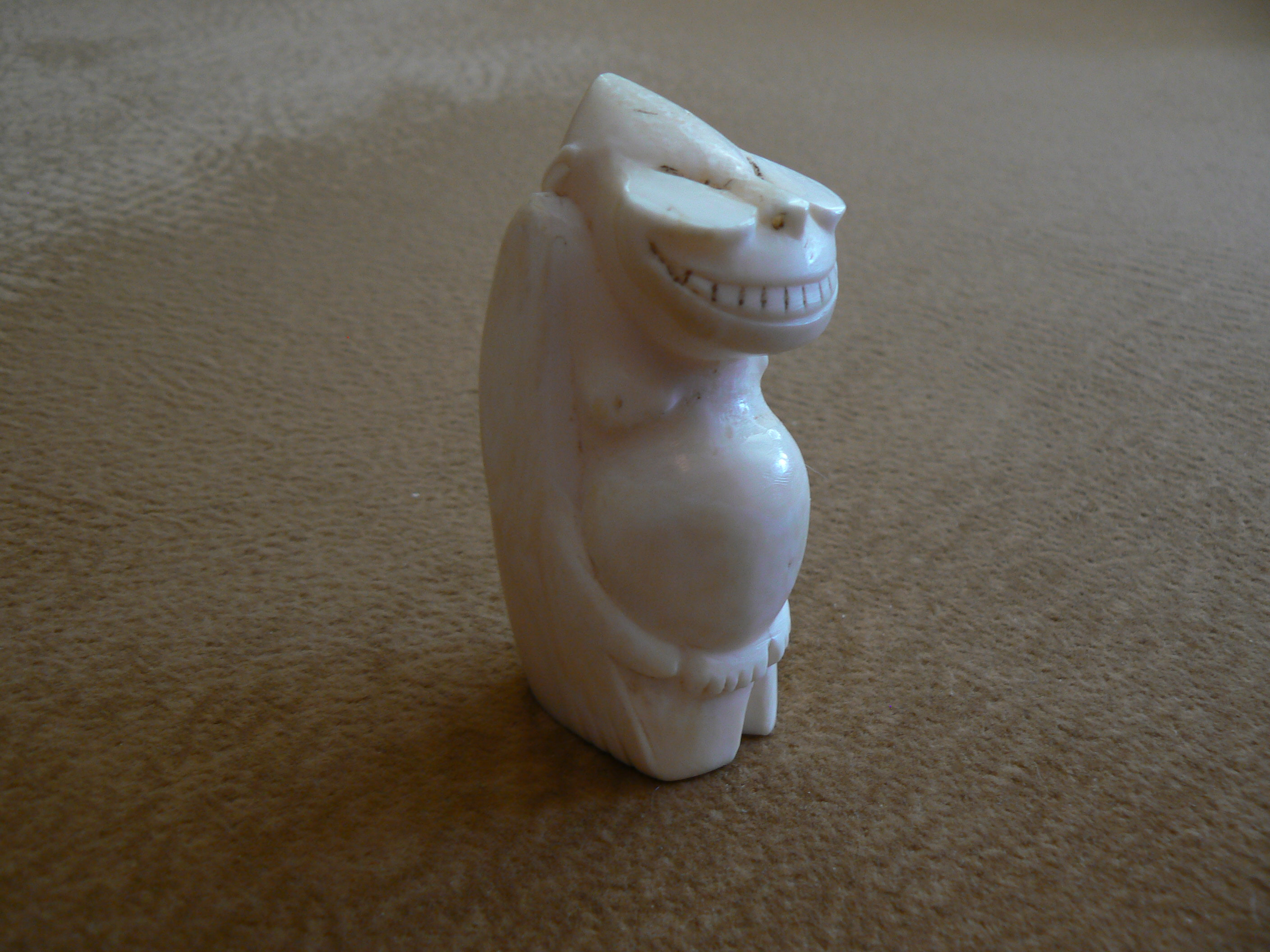
Пеликен. Чукотка. 20-е годы XX века.

В конце XIX — начале XX века, в результате развития торговли с американскими и европейскими купцами и китобоями, появляются украшенные резьбой сувенирные предметы, предназначавшиеся для сбыта.

### XX век

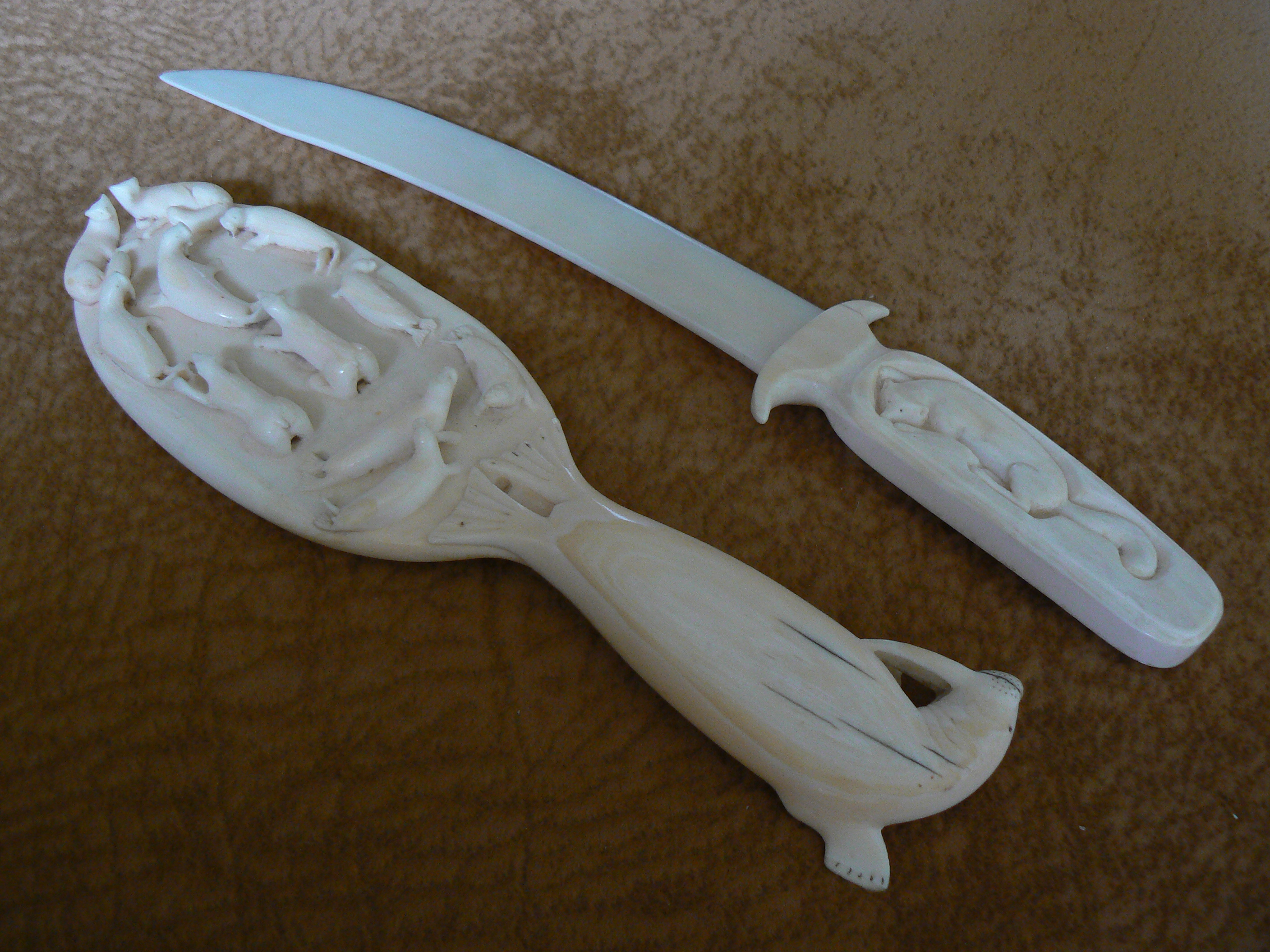
Чукотская резьба по моржовой кости. 20-е годы XX века

Для начала XX века характерно появление моржовых клыков с гравированными на них изображениями.
В 1930-е годы промысел постепенно сосредотачивается в Уэлене, Наукане и Дежнёве. В 1931 году в Уэлене открыли стационарную косторезную мастерскую. Первым её руководителем стал Вуквутагин (1898—1968), один из ведущих мастеров промысла. В 1932 году Чукотским Интегралсоюзом было создано пять косторезных артелей в селениях Чаплино, Сиреники, Наукане, Дежнёве и Уэлене.
Созданные в 1920—1930 годах фигуры моржей, нерп, белых медведей статичны по форме, но выразительны. Уже в 1930-е годы появились скульптуры, в которых резчики стремились к передаче характерных поз, отступая от символичного, статичного образа. Эта тенденция усилилась в последующие годы. В 1960—1980-е годы в чукотской резьбе преобладали скульптурные группы.

## Взаимодействие с западной традицией
Многие художники, приезжавшие в Магаданскую область и знакомившиеся с местной художественной традицией, использовали характерные черты чукотской и эскимосской национальной резьбы по кости в своих работах в декоративно-прикладном искусстве: А. В. Вашковец, Ю. И. Гусев, А. С. Дикарев, Ю. П. Исаев, Е. П. Крамаренко, А. И. Макаров.
В изобразительном искусстве характерные приёмы: построение из отдельных фрагментов общей повествовательной композиции, перспектива по принципу «что дальше, то выше», круговая композиция, замедленный, но внутренне напряженный ритм рисунка — одним из первых его применил Дмитрий Брюханов в жанре книжной иллюстрации и станковой гравюры. Впервые художник использовал мотивы национального чукотского искусства во втором варианте иллюстраций к автобиографическому роману Юрия Рытхэу «Время таяния снегов» (1960). Кроме того, построение композиции по образцу изображений, вырезанных на бивнях моржа, использовал Виктор Кошелев в сериях офортов «Спортивные игры Чукотки», «Белый день в Уэлене», «Земля и Море», «Билибино», «Уэленские игры». Отдельные элементы чукотского национального искусства применил и Владимир Истомин в циклах автолитографий «Чукотские и эскимосские национальные праздники», «Праздник Кита» и в триптихе офортов «Северная поэма». В шёлкографии и живописи на холсте, выполненных в абстрактном стиле, орнаментику традиционного искусства народов Чукотки использовал Константин Кузьминых.